# Przejście graniczne Gródczanki-Třebom
Przejście graniczne Gródczanki-Třebom – polsko-czeskie przejście graniczne małego ruchu granicznego i na szlaku turystycznym położone w województwie śląskim, w powiecie raciborskim, w gminie Pietrowice Wielkie, w miejscowości Gródczanki, zlikwidowane w 2007.

## Opis
Przejście graniczne na szlaku turystycznym Gródczanki-Třebom w rejonie znaku granicznego nr II/44/5 (IV/44/5), zostało utworzone 13 kwietnia 2005. Czynne było przez cały rok: w okresie wiosenno-letnim (01.04–30.09) w godz. 8.00–20.00, a w drugiej połowie roku w godz. 8.00–18.00. Dopuszczony był ruch pieszych, rowerzystów i narciarzy. Odprawę graniczną i celną wykonywały organy Straży Granicznej. Doraźnie kontrolę graniczną i celną osób, towarów oraz środków transportu wykonywała Strażnica SG w Kietrzu.
Przejście graniczne małego ruchu granicznego Gródczanki-Třebom zostało utworzone 19 lutego 1996. Czynne było w godz 6.00–22.00. Dopuszczony był ruch pieszych, rowerzystów, motocyklami i transportem rolniczym. Odprawę graniczną i celną wykonywały organy Straży Granicznej. Doraźnie kontrolę graniczną i celną osób, towarów oraz środków transportu wykonywała Strażnica SG w Kietrzu.
Do przejść granicznych można było dojechać drogą wojewódzką nr 416, w miejscowości Pietrowice Wielkie, zjazd na południe do Gródczanek i dalej do granicy państwowej z Republiką Czeską.
21 grudnia 2007 na mocy układu z Schengen przejścia graniczne zostały zlikwidowane.
Do przekraczania granicy państwowej z Republiką Czeską na szlakach turystycznych uprawnieni byli obywatele następujących państw:

1. Republika Austrii
2. Królestwo Belgii
3. Republika Grecji
4. Królestwo Danii
5. Republika Estonii
6. Republika Finlandii
7. Republika Francuska
8. Królestwo Hiszpanii
9. Królestwo Niderlandów
10. Państwo Izrael
11. Japonia
12. Republika Irlandii
13. Republika Islandii
14. Kanada
15. Wielkie Księstwo Luksemburga
16. Republika Litewska
17. Republika Łotewska
18. Republika Federalna Niemiec
19. Królestwo Norwegii
20. Republika Portugalska
21. Republika Słowacka
22. Republika Słowenii
23. Stany Zjednoczone Ameryki Północnej
24. Konfederacja Szwajcarska
25. Królestwo Szwecji
26. Republika Węgierska
27. Zjednoczone Królestwo Wielkiej Brytanii i Irlandii Północnej
28. Republika Włoska
29. Republika Cypryjska[8]
30. Księstwo Liechtensteinu[8]
31. Republika Malty[8].

### Przejście graniczne z Czechosłowacją
W okresie istnienia Czechosłowackiej Republiki Socjalistycznej funkcjonowało w tym miejscu polsko-czechosłowackie przejście graniczne małego ruchu granicznego Gródczanki-Třebom – II kategorii. Zostało utworzone 13 kwietnia 1960. Czynne było w godz. 6.00–19.00 w okresie wiosenno–letnim (15 marca–30 listopada). Dopuszczony był ruch osób i środków transportu na podstawie przepustek w związku z użytkowaniem gruntów. Odprawę graniczną i celną wykonywały organy Wojsk Ochrony Pogranicza. Kontrolę graniczną i celną osób, towarów oraz środków transportu wykonywała Strażnica WOP Kietrz

## Galeria

Przejście graniczne Gródczanki-Třebom
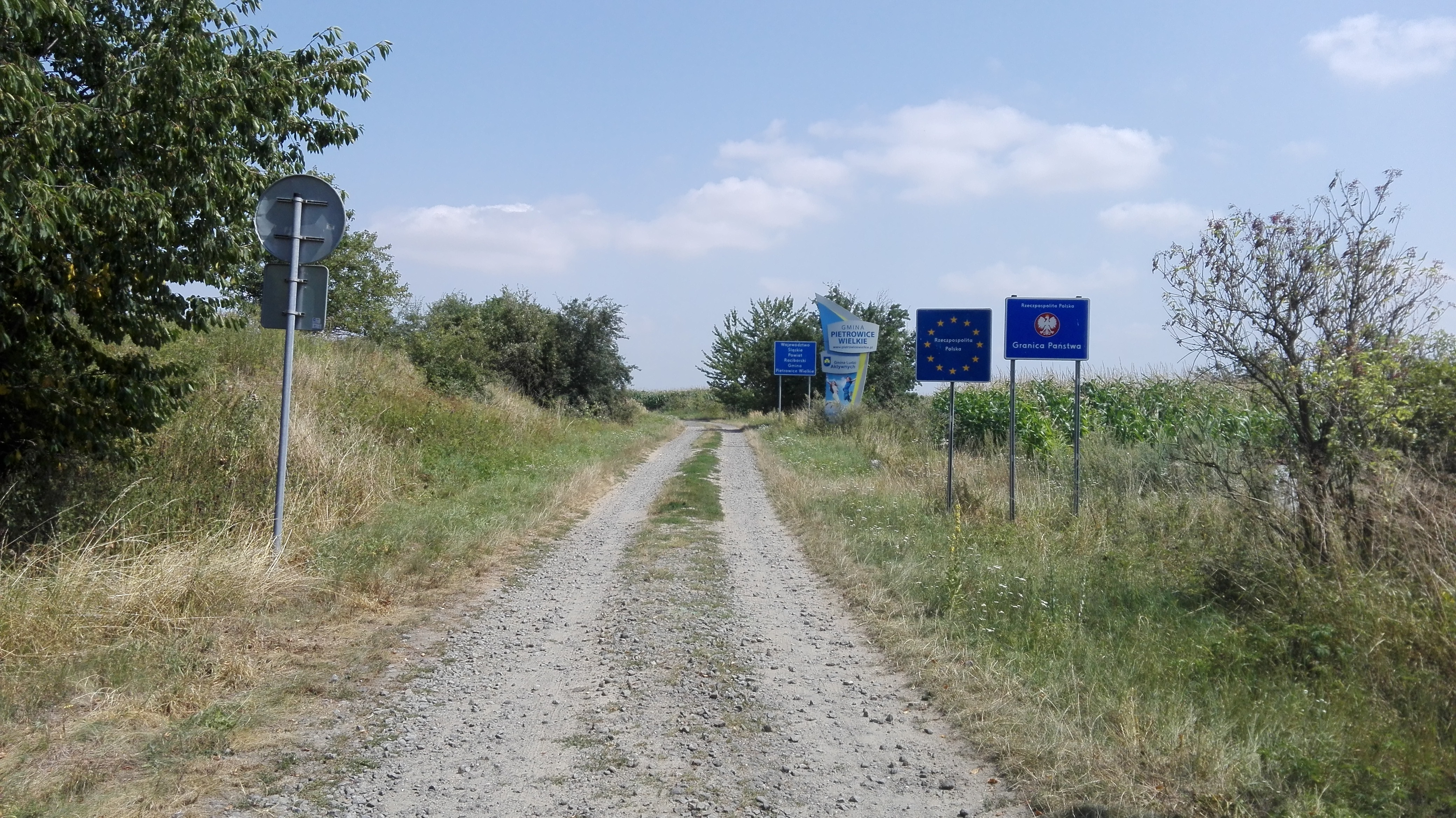
Widok od strony czeskiej (sierpień 2017)
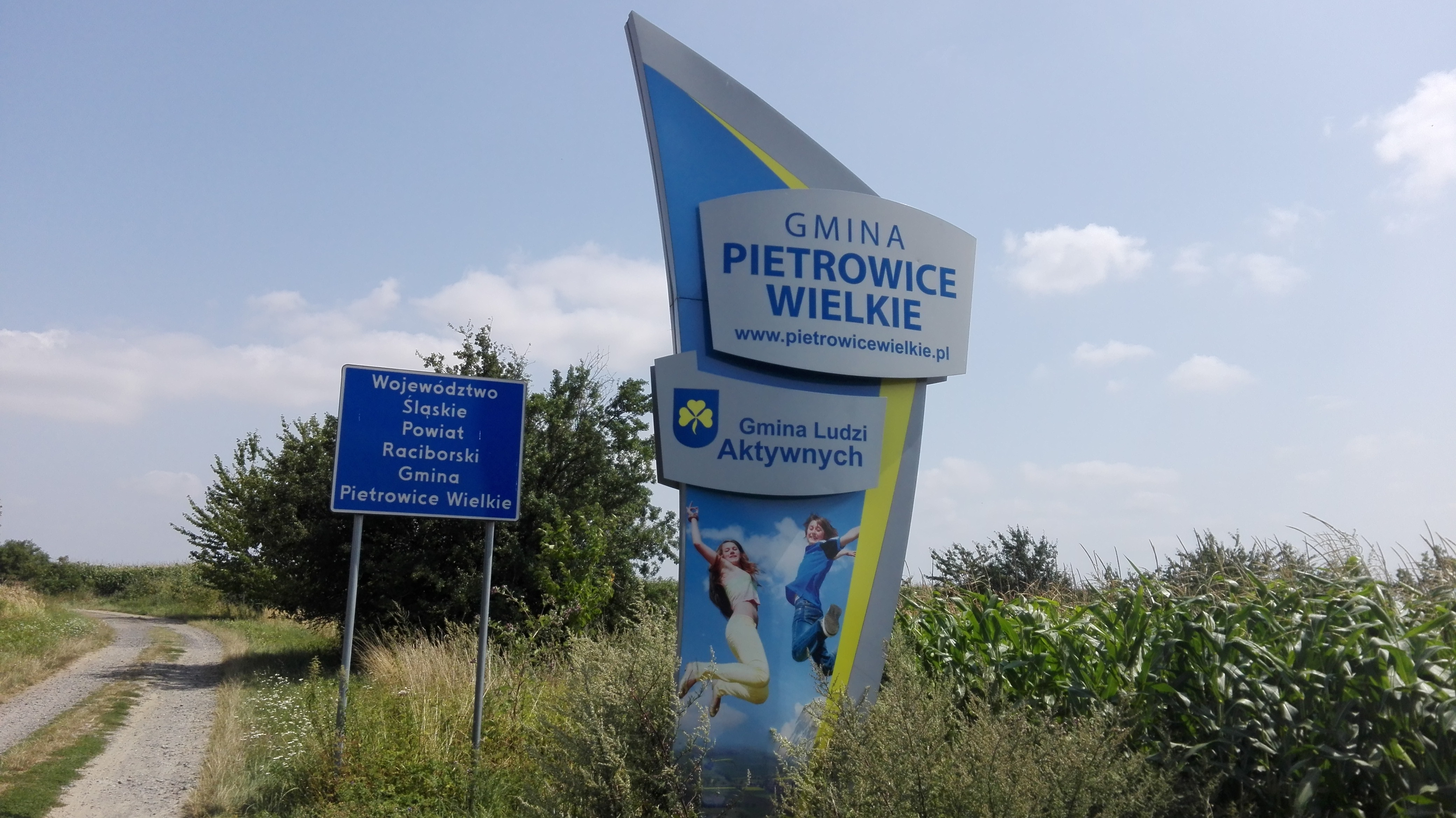
Widok od strony czeskiej (sierpień 2017)
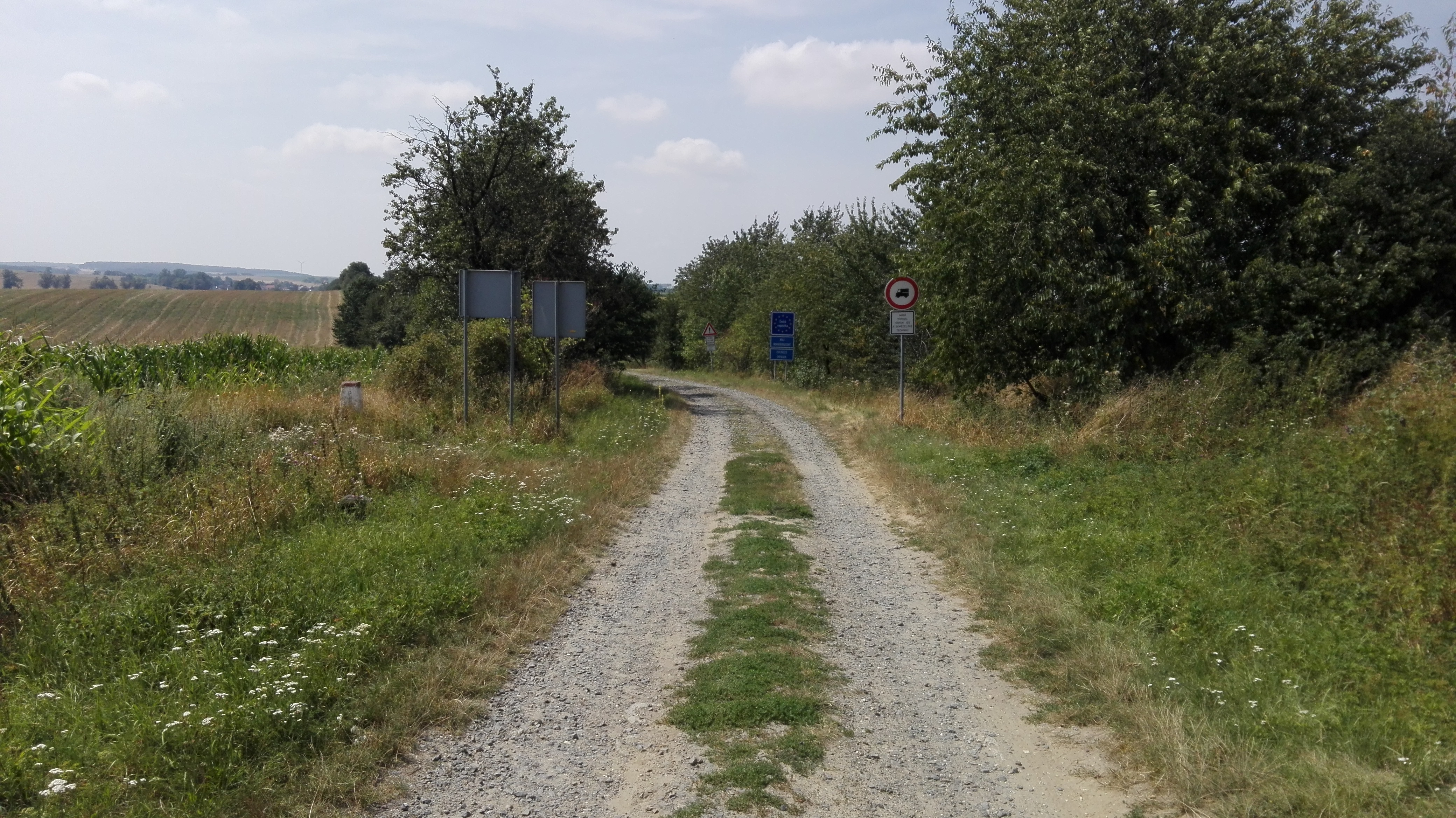
Widok od strony polskiej (sierpień 2017)
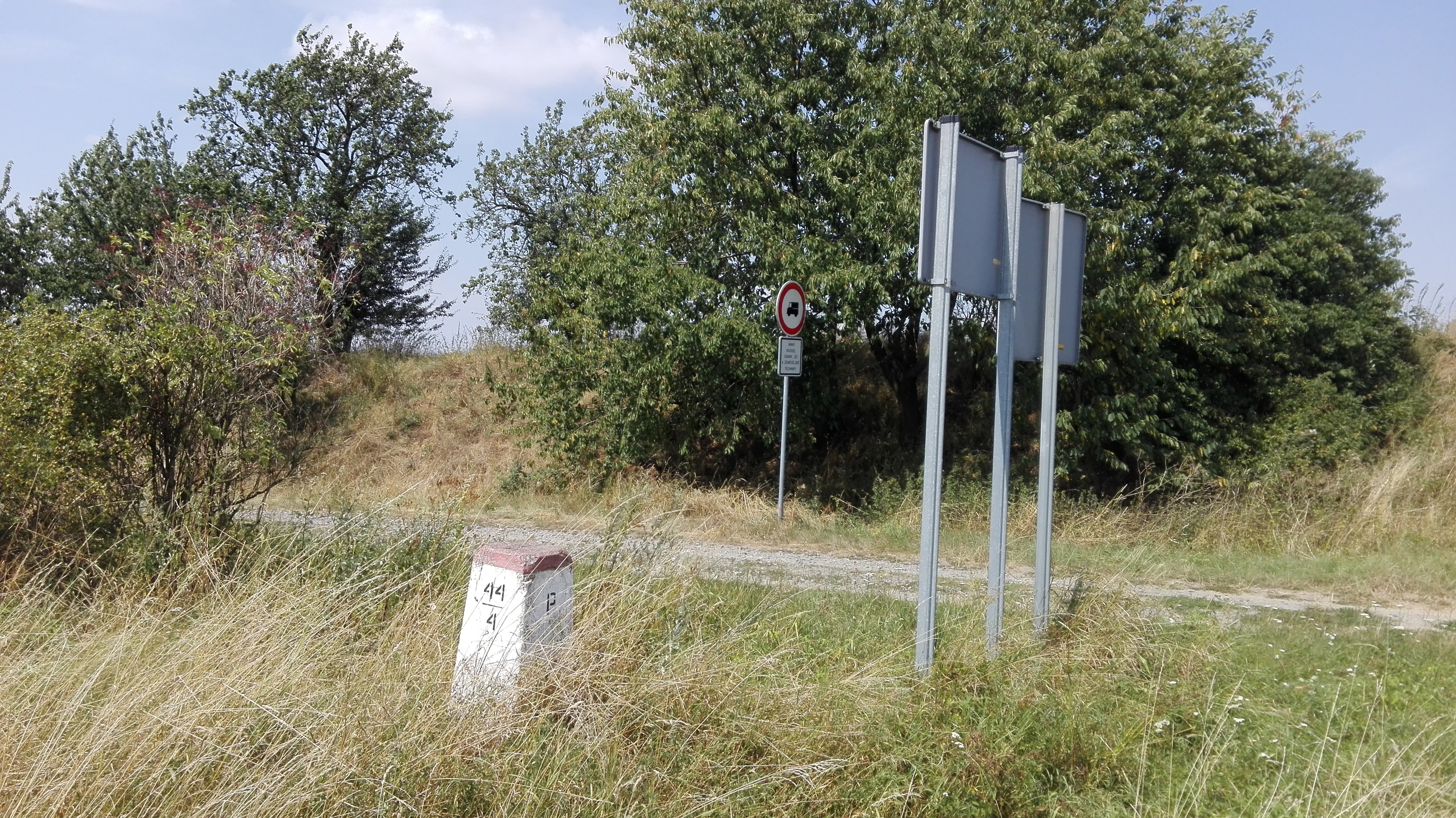
Widok od strony polskiej (sierpień 2017)